# 2-ге послання до Солунян
Друге послання апостола Павла до Солунян ([2 Сол.]) — другий з листів Апостола Павла до християнської громади у Солуні, книга Нового Заповіту.

## Місце і час написання
Перше послання до Солунян було написано в Коринфі у 50 році, через декілька місяців після перебування Павла у Тессалоніках (Солуні, нині Салоніки). Там апостол Павло згідно з книгою Дії Апостолів (Дії 18:5) зустрічає Сила (Сильвана) і Тимофія, яких він згадує на початку листа. Початкове привітання «Павло, Сильван і Тимотей — солунській Церкві» говорить про те, що в написанні другого, як і першого, послання брали участь і учні апостола.
Друге послання написане через декілька місяців після першого, найімовірніше вже 51 року також у Коринфі.

## Причина написання другого послання
Причиною для написання було ставлення мешканців м. Салоніки, які думали, що Христос скоро прийде на землю знову і вже працювати немає сенсу. Павло дорікає їм за дозвільне життя і додає їм знання про парусію — невидиме перебування Ісуса у земному житті. Лист закликає одержувачів терпіти гоніння, додавши до них надії на справедливий суд Божий.

## Зміст листа, та його розділи
Павло просить Солунян, щоб не спокушувалися, що ніби вже настав день Господній. Апостол тому закликає одержувачів працювати більш спокійно їсти свій хліб. Хоча ще в першому посланні Павло писав «Про часи ж і терміни немає потреби писати до вас, браття», апостол в другому посланні детально зупиняється на ознаках кінця світу. Він докладно говорить про антихриста, якого називає «людина гріха» та про загальну апостасію напередодні другого пришестя.
- Початок листа, вітання і похвала громаді у Солуні (2 Сол. 1:1-4)
- Про праведний суд Божий (2 Сол. 1:5-12)
- «Людина зла»", друге пришестя Спасителя (2 Сол. 2:1-12)
- Заклики до стійкості, моці у вірі й любові (2 Сол. 2:13-17, 2 Сол. 3)
- Завершення листа (2 Сол. 3:16-18)